# Ratpenat del sud de la Xina
El ratpenat del sud de la Xina (Pipistrellus paterculus) és una espècie de ratpenat de la família dels vespertiliònids que es troba a l'Índia, Xina, Myanmar, Tailàndia i el Vietnam.